# Gunnar Dahlström
Gunnar Oscar Emil Dahlström, född 25 mars 1915 i Nässjö, död 26 mars 2015 i Uppsala, var en svensk läkare och professor i medicin, särskilt lungmedicin vid Uppsala universitet. 

## Biografi
Dahlström läste medicin vid Karolinska institutet och avlade med.kand. 1937 och med.lic. 1942. Under militärtjänstgöring på Gotland 1942 drabbades han av lungtuberkulos (tbc) och vårdades på Söderby sjukhus utanför Stockholm. Under andra världskriget calmettevaccinerades mot tbc många nyinryckta värnpliktiga medan andra förblev ovaccinerade. Dahlström studerade risken att insjukna i tbc i dessa två grupper, vilket kom att leda till hans disputation för medicine doktorsgrad vid Karolinska institutet år 1953 och han förordnades som docent samma år. 
Efter att ha varit underläkare på Kolmårdssanatoriet och Serafimerlasarettet blev han biträdande överläkare på Söderby sjukhus till 1962. Han var överläkare vid lungkliniken på Malmö Allmänna sjukhus 1962–1964, varefter han förordnades som överläkare vid lungkliniken på Akademiska sjukhuset. Han var  dekanus för medicinska fakulteten vid Uppsala universitet från 1970 och ledamot av sjukhusets direktion. Regeringen utnämnde honom 1972 att vara professor.  Hans mångåriga intresse för tbc ledde honom till Nationalföreningen mot Hjärt- och lungsjukdomar, där han blev styrelseledamot och till Internationella tuberkulosunionen där blev han blev ledande och så småningom hedersledamot. Som emeritus engagerade han sig i den medicinska etiken och var åren 1982–1987 ordförande i Svenska Läkaresällskapets delegation för medicinsk etik. Dahlström utsågs 1990 till hedersledamot i Svensk Lungmedicinsk förening. Gunnar Dahlström är begravd på Norra begravningsplatsen utanför Stockholm.